# Ciência no Renascimento
O Renascimento foi um período compreendido entre os séculos XIV e XVI em que houve diversas transformações na estrutura social, política e econômica. A sociedade caminhava de uma estrutura feudal para uma mercantilista, o início do capitalismo e a influência da Igreja Católica é posta em cheque. Nesse contexto de mudança surge o movimento humanista e o racionalismo, que coloca o ser humano no centro do debate, há uma nova forma de enxergar a natureza e entender seus fenômenos, pautada na razão e na observação experimental, o que contribuiu para o surgimento de novas teorias científicas, além de artísticas e culturais. O cunho renascimento viria de renascer, um ressurgimento da ciência, retomando o conhecimento grego, que teria sido perdido durante a Idade Média. Essa visão do renascimento é muito questionada pelos historiadores da ciência, não havendo consenso da participação da Idade Média para o conhecimento científico e do próprio período renascentista, pois este não teria de fato rompido completamente com a Igreja, sendo que na realidade, teriam sido complementares.

## Cronologia
A linha do tempo abaixo mostra os cientistas ocidentais mais importantes desde a Alta Idade Média até o ano de 1600 . A linha vermelha vertical mostra o hiato entre a Peste Negra e a data de publicação do próximo trabalho científico: o modelo heliocêntrico de Copérnico . Entre os dois fatos há mais de 200 anos.

## Contextualização Histórica
No período entre o século XIII e XIV há importantes mudanças ocorrendo no meio político, social e econômico, tais como a perda de poder dos senhores feudais para os monarcas absolutistas, o tensionamento de poder entre monarcas e a Igreja em alguns governos, mercantilização, ascensão da classe burguesa, processo de urbanização e desenvolvimento de economia monetária. Uma maior segurança era garantida nas trocas comerciais, devido a queda do império Bizâncio, que controlava o acesso do mediterrâneo. Esse contato com o Oriente foi muito importante para um novo contato com os textos gregos, que estavam sendo estudados pelos islâmicos, desenvolvendo a própria ciência.

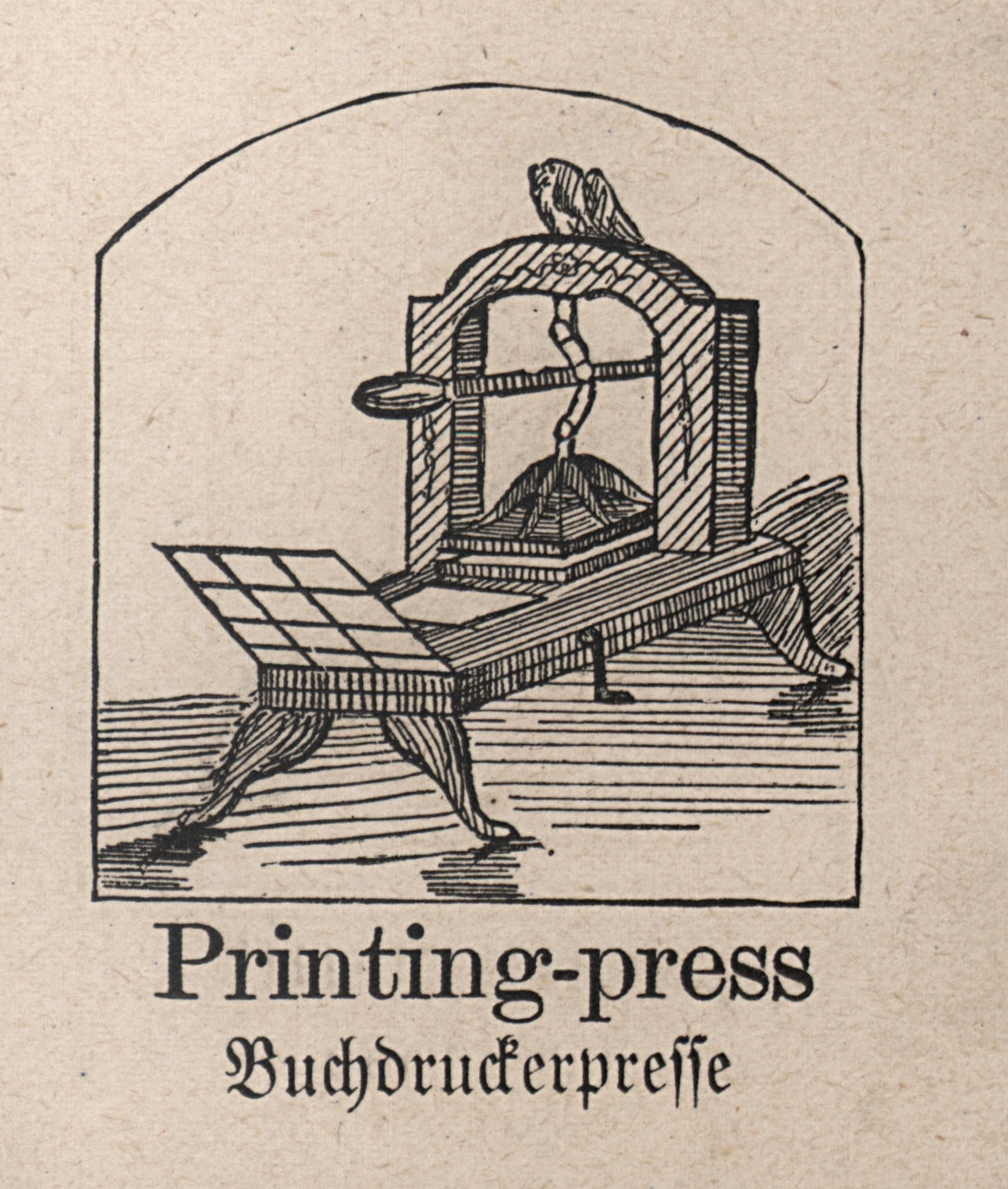
Ilustração de uma prensa móvel

As línguas nacionais também se consolidavam, popularizando a informação, principalmente com o advento da prensa móvel no século XV, que facilitava a cópia de textos e consequentemente o fluxo de informações. Esta tecnologia já existia na China por volta de 1040 e foi aprimorada pelo germânico Johannes Gutenberg, somente em 1440, o que traria grande efeito na sociedade europeia ao democratizar o aprendizado e permitir a propagação mais rápida de novas ideias.
A tecnologia da impressão é um marco na história da comunicação, sedimentando a passagem de uma sociedade marcada pela oralidade para uma nova realidade em que a leitura, o registro e a transmissão de informações em maior escala permitiram a criação do hábito de leitura, além de um novo processo social pautado pela padronização da difusão de informação, pelo questionamento sobre a credibilidade das fontes dos materiais impressos, além do surgimento de técnicas de divulgação e disseminação, tornando mais ágil a recepção das informações. Evidentemente, que este foi um caminho longo, ao se considerar que o primeiro lote de impressões feito por Gutenberg foi composto por 300 exemplares da bíblia em dois volumes, em uma versão escrita em latim e comercializada por 30 florins, um valor equivalente ao salário de três anos de um sacerdote. Um exemplo incontestável que a aponta como essa nova tecnologia ainda seria para restrita a um grupo ínfimo de cidadãos.
Durante os séculos XV e XVI vemos a intensificação desses processos de transformação e os impactos das guerras travadas até então, ocorreu a Reforma protestante e a Contrarreforma e também iniciou-se o período das grandes navegações, pela tomada da Constantinopla pelo Império Otomano.
A redescoberta de textos antigos foi aprimorada depois da Queda de Constantinopla, em meados do século XV, quando muitos eruditos bizantinos tiveram que buscar refúgio no ocidente, especialmente na Itália. Esse novo influxo alimentou o interesse crescente dos acadêmicos europeus pelos textos clássicos de períodos anteriores ao esfacelamento do Império Romano do Ocidente. No século XVI já existe, paralelamente ao interesse pela civilização clássica, um menosprezo pela Idade Média, que passou a ser cada vez mais associada a expressões como "barbarismo", "ignorância", "escuridão", "gótico", "noite de mil anos" ou "sombrio".

Nesse contexto, o período antecessor da Idade Média trouxe algumas sementes importantes para o florescimento do renascimento, como a criação de universidades, onde monges e clérigos estudavam Aristóteles no contexto divino, fundando a escolástica, por exemplo, temos a figura de Roger Bacon, um frade que fez estudos empíricos na alquimia, matemáticos e ópticos. Assim, o  renascimento se coloca de modo muito controverso, ainda não com uma ruptura completa com as ideias anteriores, que viria anos depois com a Revolução Científica. Nas palavras de Dulemeau: 
o Renascimento foi, ao mesmo tempo, razão e sem-razão, sombra e luz [...]. Pregou a paz, mas dilacerou-se em guerras religiosas. Foi sorriso e ódio, delicadeza e grosseria, truculência e austeridade, audácia e medo. [...] foi mais ambicioso que razoável, mais brilhante que profundo, mais tenso que eficaz. O Renascimento foi variedade, jogo de contrários, exploração ardente e, por vezes, apenas esboço de um universo de novidades [...]. Trouxe aos séculos seguintes uma imensa herança, na qual eles fizeram sua escolha.
Ainda assim, é notório que este processo impactou de forma incontestável a disseminação do conhecimento, inclusive da difusão científica que ganharia fôlego apenas dois séculos depois. Um exemplo interessante aconteceu com a publicação do livro "Mensageiro Celeste", em 1610, pelo italiano Galileu Galilei. Na obra, o cientista faz um relato, em linguagem coloquial e acessível, da sua descoberta das três luas de Júpiter, o que teria transformado a publicação em pauta nos diferentes círculos da sociedade italiana. Entretanto, a ciência astronômica, que ganhou fôlego com o aprimoramento do telescópio contrariava as Escrituras Sagradas. Depois da publicação desse livro, Galilei foi perseguido pela Igreja Católica e passou a escrever de forma extremamente técnica, usando a linguagem matemática, para que não fosse entendido pelo clero católico, consequentemente, afastando as suas publicações dos leitores não especializados.
Essas transformações facilitaram o caminho para a revolução científica, mas isso só ocorreria depois do movimento Renascentista ter chegado ao norte da Europa, com figuras como Copérnico, Francis Bacon e Descartes. Foram essas figuras que levaram adiante os avanços iniciados pelos sábios da Idade Média, mas estes personagens já são muitas vezes descritos como pensadores pré-iluministas, ao invés de serem vistos como parte do renascimento tardio.
Historiadores como George Sarton e Lynn Thorndike criticaram o efeito do Renascimento na ciência, argumentando que o progresso foi atrasado porque os humanistas favoreciam assuntos centrados no ser humano, como política e história, sobre o estudo da filosofia natural ou matemática aplicada. Outros se concentraram na influência positiva do Renascimento, apontando fatores como a descoberta de muitos textos ocultos ou perdidos e a nova ênfase no estudo da linguagem e na leitura correta dos textos. Marie Boas Hall cunhou o termo "Renascimento Científico" para designar a primeira fase da Revolução Científica . Recentemente, Peter Dear argumentou a favor de um modelo de duas fases para explicar a Gênese da ciência moderna: um "Renascimento Científico" nos séculos XV e XVI, focado na restauração do conhecimento natural dos antigos, e uma "Revolução Científica" do século XVII ao XIX, quando os cientistas passaram da recuperação à invenção.

## Cientistas renascentistas

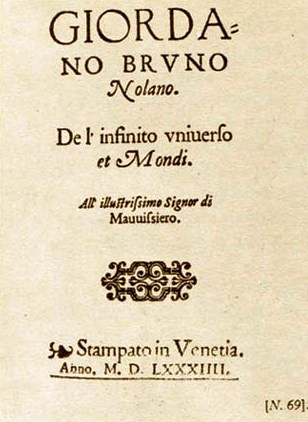
Primeira página de Giordano Bruno, "De l'infinito, universo e mondi", 1584

Os cientistas dessa época eram multifacetados e estavam vivendo um período de transição , até que a ciência como a conhecemos se estabelecesse décadas depois. Por isso, não era incomum que eles possuíssem o misticismo como motivação para realizar suas pesquisas e descobertas, o distanciamento com a Igreja e a redescoberta de textos clássicos e pré-socráticos influenciaram nisso.
Nicolau Copérnico,  por exemplo, se destacou por se posicionar contra o modelo ptolomaico do sistema solar, pois acreditava que iria contra os preceitos Platônicos de um círculo perfeito, propondo, então, que seria mais simples que Terra girasse em torno do Sol e não ao contrário, o modelo heliocêntrico, em que os planetas teriam movimentos circulares em torno do Sol. Mas ele ainda se mantém na ideia de esferas celestes e de um Universo fechado.
Quem rompe com essa ideia é Giordano Bruno, um dos primeiros a defender o modelo heliocêntrico de Copérnico, mas introduz a ideia de um universo infinito,no sentido de ser inumerável, imenso e infigurável. Ou seja, não haveria "centro" no Universo e teria infinitos mundos "dentro" desse Universo. Há mais claras evidências de que Giordano estaria ligado à questões míticas, tendo influências em ideias ficinianas. Ele também teve influência dos textos de Nicolau de Cusa para sua concepção de infinito. Giordano assim, dá um importante salto sobre como pensar o Universo, contudo, são pensamentos contrários à ideologia da Igreja, sendo assim, Giordano foi perseguido pela Inquisição e foi morto por ela.

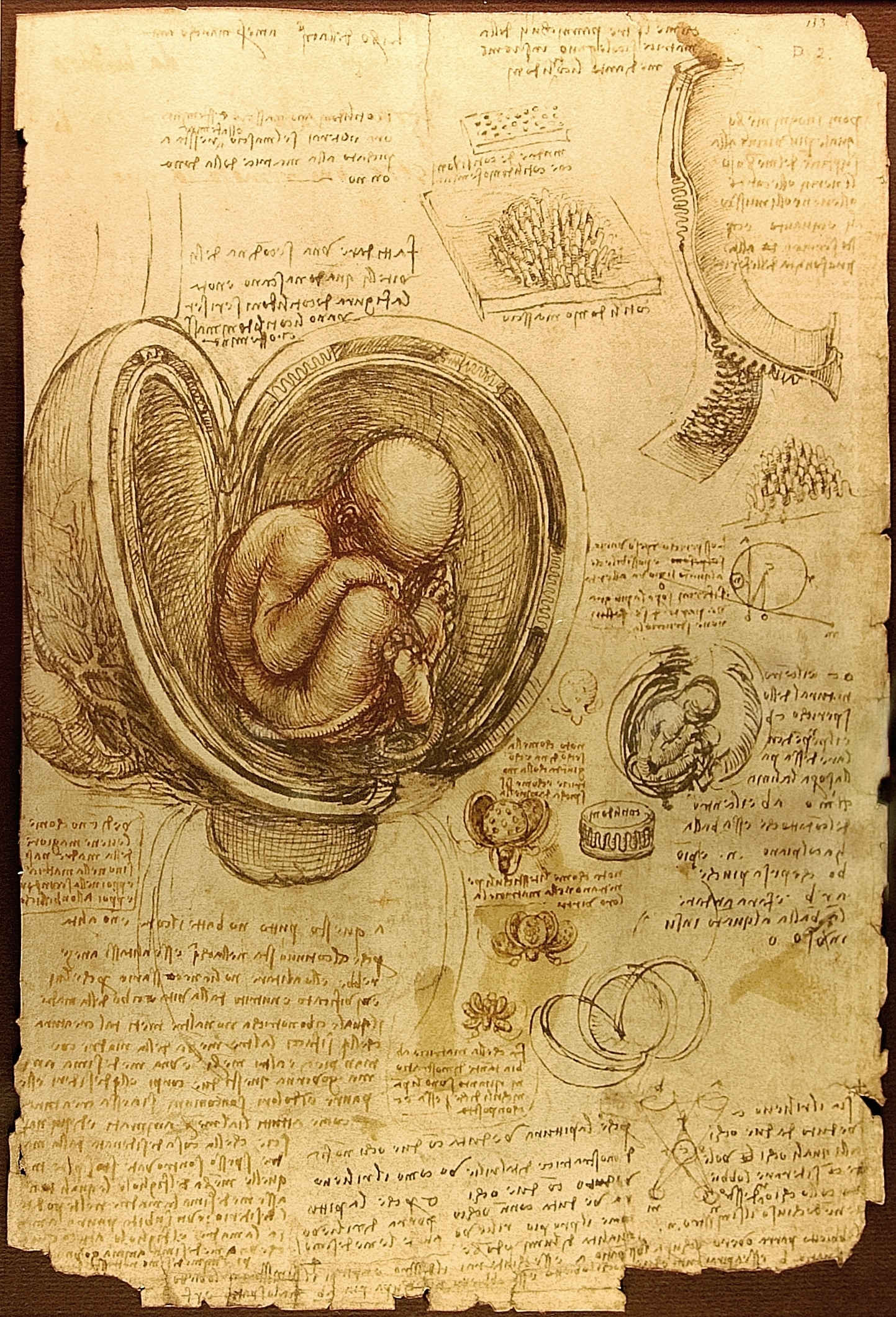
Página de um dos cadernos de estudo de Leonardo da Vince, este em particular se trata de uma pesquisa sobre embriões.

Kepler fora outra figura da ciência renascentista, tendo estudado proporções e os movimentos dos astros, tendo trabalhado com Tycho Brahe e o sucedendo como matemático imperial. Em seus estudos, ele argumenta contra a ideia de infinito de Giordano Bruno, pois, na época, conseguiram detectar movimento de estrelas que acreditavam que eram fixas e imutáveis, para Kepler, a ideia de movimento de um ponto a outro indicava finitude do Universo. Ele também rompe com a perfeição das órbitas circulares de Copérnico, introduzindo que as órbitas na verdade são elípticas.

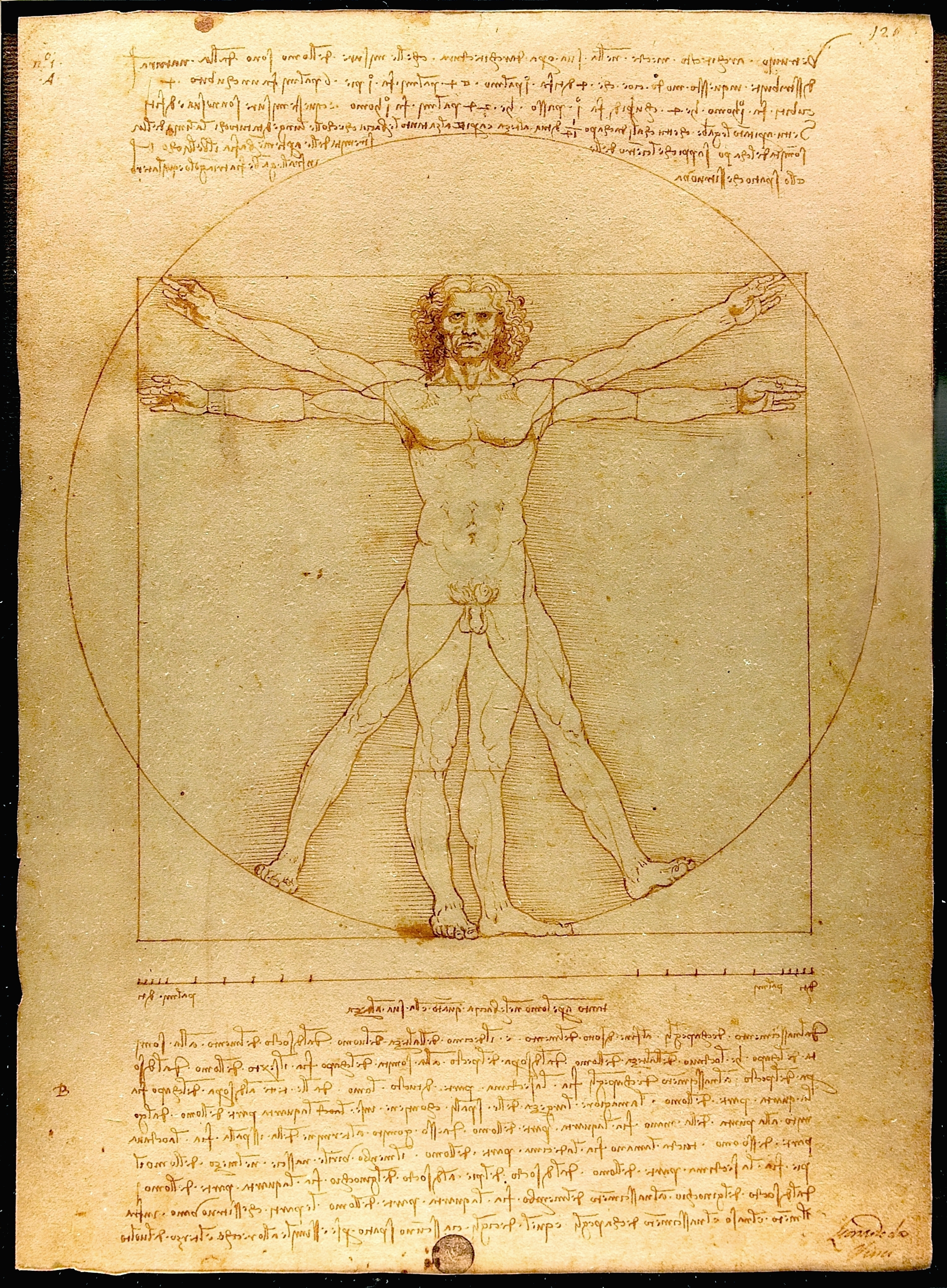
O homem vitruviano de Leonardo da Vinci.

Leonardo da Vinci teve também um importante papel no Renascimento científico como grande engenheiro, físico, anatomista, geólogo, botânico, zoólogo, além de artista. Dentre seus projetos encontravam-se uma máquina equipada com hélice, que poderiam manter o homem no ar. Esses projetos não se realizaram na época, mas se tornaram simbolo da genialidade de um pensador muito além de seu tempo. Leonardo apontava que não era somente necessário conhecer os saberes dos antigos filósofos gregos, mas também experienciar, sendo a experiência a principal forma de conhecimento. Ele também não apresentava a arte e a ciência em campos separados, para ele: 
arte e ciência não são campos separados, e sim duas práticas – a prática de construir e a prática do conhecer – não somente vinculadas, mas também, reciprocamente, conversíveis: se a arte é um compor conhecendo, a ciência é um conhecer construindo (MARRAMAO, Giacomo; ARANOVICH, Patricia. 2020)
Assim, seria necessário visualizar a ciência como arte e vice-versa, sendo ambas uma prática filosófica. Desse modo, da Vince traçou uma trajetória bastante diversa e interdisciplinar, tendo discutido e antecipado diversas descobertas da ciência moderna.
Nas ciências biológicas e na medicina, houve o destaque do Gabriel Falopio (1523-1562), que foi um importante anatomista, tendo estudado o ouvido e os órgãos reprodutivos, tendo descoberto as trompas uterinas (ou trompas de falópio). André Vesalius (1514-1564) também fez importantes contribuições para a anatomia, sendo um dos fundadores da anatomia humana. Publicou o livro De Humani Corporis Fabrica. William Harvey (1578 -1657) descobriu a circulação sanguínea, uma ideia que foi amplamente criticada na época, pois seus argumentos não se baseavam numa observação direta, mas sim de uma inferência. Harvey e Hofmann trocaram bastante cartas na época, pois Harvey tentava convencê-lo sobre a circulação sanguínea, mas Houfmann o contestava, o questionava sobre em que vias o sangue circulava no corpo e com qual propósito, apresentando dúvidas tanto anatômicas quanto epistemológicas.
No campo da química, ainda relacionado à alquimia medieval, houve poucos avanços: Georgius Agricola fundou a mineralogia moderna, classificando os minerais de acordo com suas características externas; Paracelso aplicou a alquimia à medicina, estudando as propriedades dos minerais como drogas, em cujas investigações descobriu o zinco; Andreas Libavius escreveu o primeiro tratado de química com base científica mínima, e introduziu várias preparações químicas, como ácido clorídrico, tetracloreto de estanho e sulfato de amônio, bem como a preparação de água régia.

## Mulheres na ciência renascentista
Na Idade Média ainda podemos encontrar um exemplo escasso de participação feminina na ciência, pois alguns monastérios aceitavam mulheres. Se destaca Hildegarde Von Bingen que fez estudos sobre a função terapêutica de plantas, minerais e metais, que culminou na publicação de uma enciclopédia farmacêutica nos anos entre 1151 e 1158. O centro médico da época ficava em Salerna, na Itália, que permitia a participação de mulheres nos estudos.
Contudo, na renascença temos poucas ou nenhuma mulher na ciência em destaque. Isto porque houve a centralidade do conhecimento nas Universidades, que eram de acesso ínfimo da sociedade como um todo. Também, na redescoberta de textos dos antigos gregos, havia referências da inferioridade do feminino em relação ao masculino nos textos de Aristóteles, o que impunha o homem como peça central do racionalismo, minando e impossibilitando a presença da mulher e sua contribuição para o desenvolvimento científico. Quando elas estavam envolvidas, eram no papel de interlocutoras ou ilustrando e cuidando de coleções. Esse cenário somente mudou séculos depois . A mulher eram limitadas, dessa forma, ao serviço doméstico, à maternidade e à vida religiosa. As poucas mulheres que superaram esses obstáculos eram provenientes de famílias influentes e nobres, como Alessandra Scala, Laura Cereta de Brescian e Cassandra Fedele. 
Cassandra Fedele, inclusive, uma humanista veneziana proveniente de uma família de médicos e altos funcionários que foi educada desde cedo, despertou grande interesse na Europa e admiração de reis e rainhas e outras figuras influentes, com quem trocou ideias por meio de suas numerosas cartas, tecendo assim uma grande teia de relações sociais e intelectuais. 